# Antiatlantismus
Antiatlantismus pojednává o odporu vůči Severoatlantické alianci. Strany, které zastávají tento postoj většinou nesouhlasí s tímto členstvím své země a usilují o jejím odchodu. Většinou se jedná o radikální levicové nebo extrémisticky pravicové strany, které bývají tradičně silně kritické vůči NATO a zejména, také vůči samotné americké zahraniční politice. Negativní postoj proti americké politice může být i důvodem negativního postoje ohledně NATO, právě kvůli silnému vlivu a rozhodujících otázkách Spojených států v alianci. Proto je tento politický postoj velmi podobný s antiamerikanismem.